# Royaume d'Enclava
Le Royaume d'Enclava est une micronation, auto-proclamée d'abord sur un terrain entre la Slovénie et la Croatie puis un autre entre la Croatie et la Serbie.

## Histoire
Le Polonais Piotr Wawrzynkiewicz et ses amis se trouvent en avril 2015 en Slovénie où ils apprennent qu'il existe à Brezovica pri Metliki une petite terra nullius entre la Slovénie (Carniole-Blanche) et la Croatie (comitat de Karlovac). Les deux pays parviennent à un accord à ce sujet mais selon la Croatie, d'autres terrains, bien plus vastes, sont terra nullius à sa frontière avec la Serbie le long du Danube,. À la suite de la proclamation du Liberland le 13 avril sur le terrain nommé Siga, Piotr Wawrzynkiewicz et ses amis se rendent dix jours plus tard dans cette région (le comitat d'Osijek-Baranja) et proclament le 23 avril le Royaume d'Enclava sur un autre des terrains en question, la « poche 1 » d'environ 100 m², située au sud de Batina ,.
Le Royaume d'Enclava ne fait pas de distinction sur son territoire entre les origines ou les croyances de ses citoyens, qui bénéficient de la liberté d'expression et ne sont pas soumis à l'impôt. Selon The Daily Telegraph, plus de 5 000 personnes ont demandé la citoyenneté à Enclava. Elle a cinq langues officielles : l'anglais, le polonais, le slovène, le croate et le mandarin. La monnaie officielle est le Dogecoin.
En mai 2015, le ministère serbe des Affaires étrangères déclare que la frontière se trouvant sur le talweg du Danube, la Serbie n'a aucune revendication sur la rive droite (ouest), que le statut de terra nullius est un point de vue exclusivement croate consécutif aux revendications croates sur la rive gauche (est) du fleuve, que les proclamations de micronations sur la rive droite ne concernent en rien la Serbie mais seulement la Croatie, et que toute éventuelle modification des frontières entre la Serbie et la Croatie devra en passer par des négociations bilatérales entre ces deux pays à l'exclusion de tout autre. Piotr Wawrzynkiewicz et ses amis déclarent qu'ils respectent l'indépendance des autres pays, leurs frontières et le droit international, et ils cessent toute activité liée à la fondation du nouvel État sur les terrains litigieux. 
Le terrain de la « poche 1 » du Royaume d'Enclava fut aussi revendiqué par un autre projet de micronation : Celestinia, mais celui-ci périclita.